# Lembophyllaceae
Lembophyllaceae, porodica pravih mahovina u redu Hypnales. Postoji 15 rodova. 

## Rodovi
1. Acrocladium Mitt.
2. Bestia Broth.
3. Camptochaete Reichardt
4. Dolichomitriopsis S. Okamura
5. Fallaciella H. A. Crum
6. Fifea H. A. Crum
7. Isothecium Brid.
8. Lembophyllum Lindb.
9. Looseria (Thér.) D. Quandt, S. Huttunen, Tangney & Stech
10. Mawenzhangia Enroth, Shevock & Ignatov
11. Neobarbella Nog.
12. Pilotrichella (Müll. Hal.) Besch.
13. Rigodium Schwägr.
14. Tripterocladium (Müll. Hal.) A. Jaeger
15. Weymouthia Broth.